# Ostseestadion
Ostseestadion (w latach 2007–2015: DKB-Arena) – stadion piłkarski położony w niemieckim mieście Rostock na którym domowe mecze rozgrywa zespół Hansy Rostock. Nazwa pochodzi od Bałtyku (niem. Ostsee).

## Położenie
Ostseestadion jest położony w niemieckim mieście Rostock, w landzie Meklemburgia-Pomorze Przednie. Stadion jest usytuowany niedaleko centrum Rostocka dzięki czemu można łatwo dostać się na niego za pomocą środków transportu publicznego, autobusów oraz S-Bahnu. Komunikacja miejska jest darmowa za okazaniem biletu wstępu na mecz i jest ważna na trzy godziny przed rozpoczęciem meczu oraz dwie godziny po jego zakończeniu.

## Historia
Stadion został otwarty w 1954 roku, w latach 2000–2001 został kompletnie przebudowany. W latach 2007–2015 nosił nazwę DKB-Arena, po wykupieniu przez Deutsche Kreditbank (DKB) na 10 lat prawa do nazwy.
Pojemność stadionu wynosi 29 tys. miejsc, w tym 9 tys. miejsc stojących, które w trakcie spotkań międzynarodowych mogą zostać zamienione na miejsca siedzące przez zamontowanie siedzisk, co zmniejsza pojemność obiektu do 25 tys. miejsc.

## Galeria

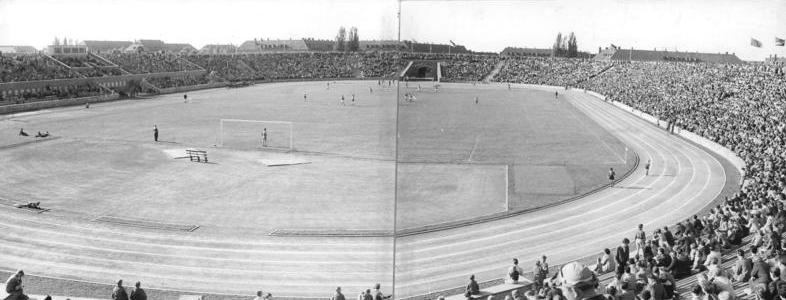
Ostsee-Stadion (1957)
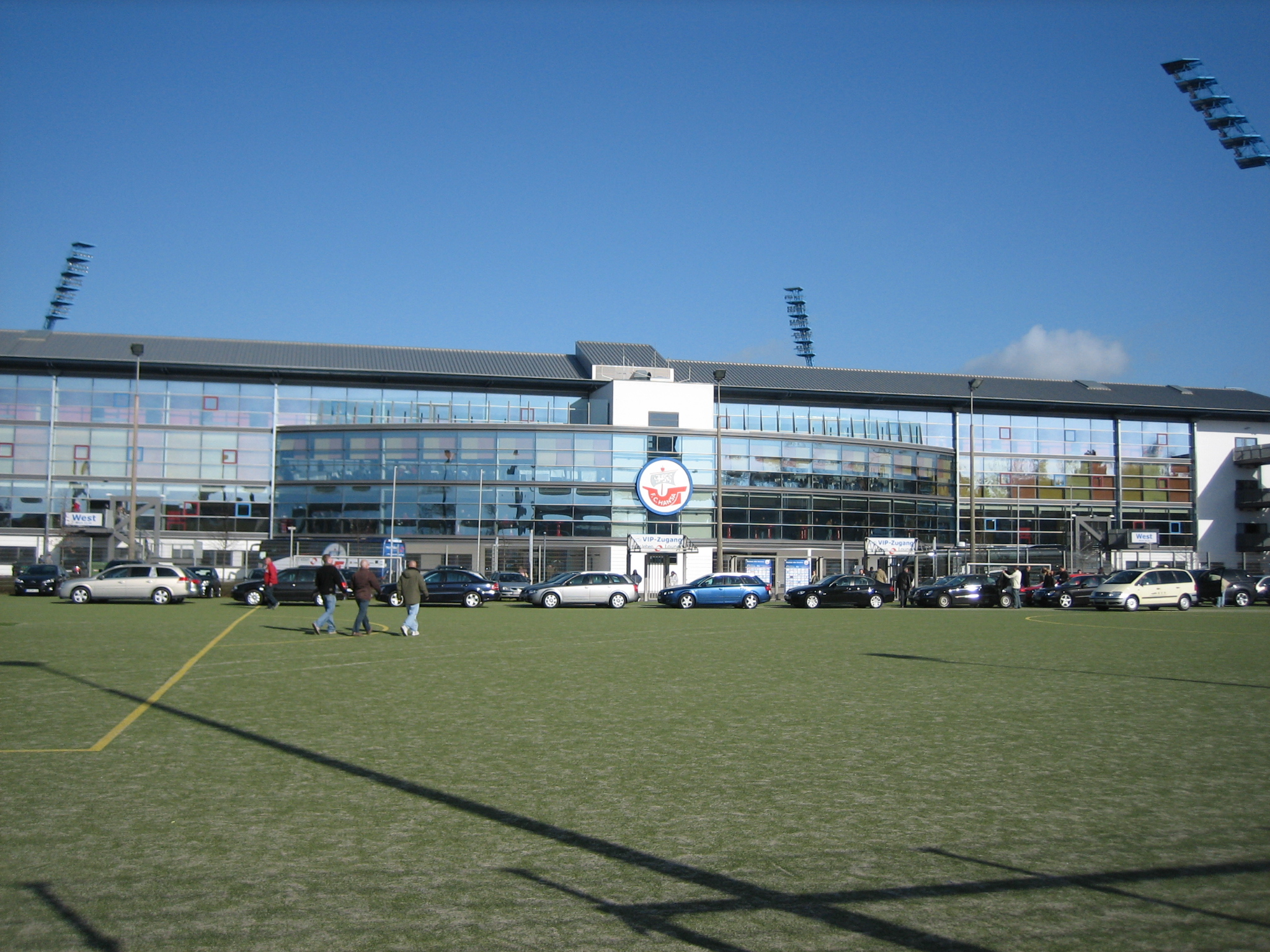
Obecne wejście na stadion
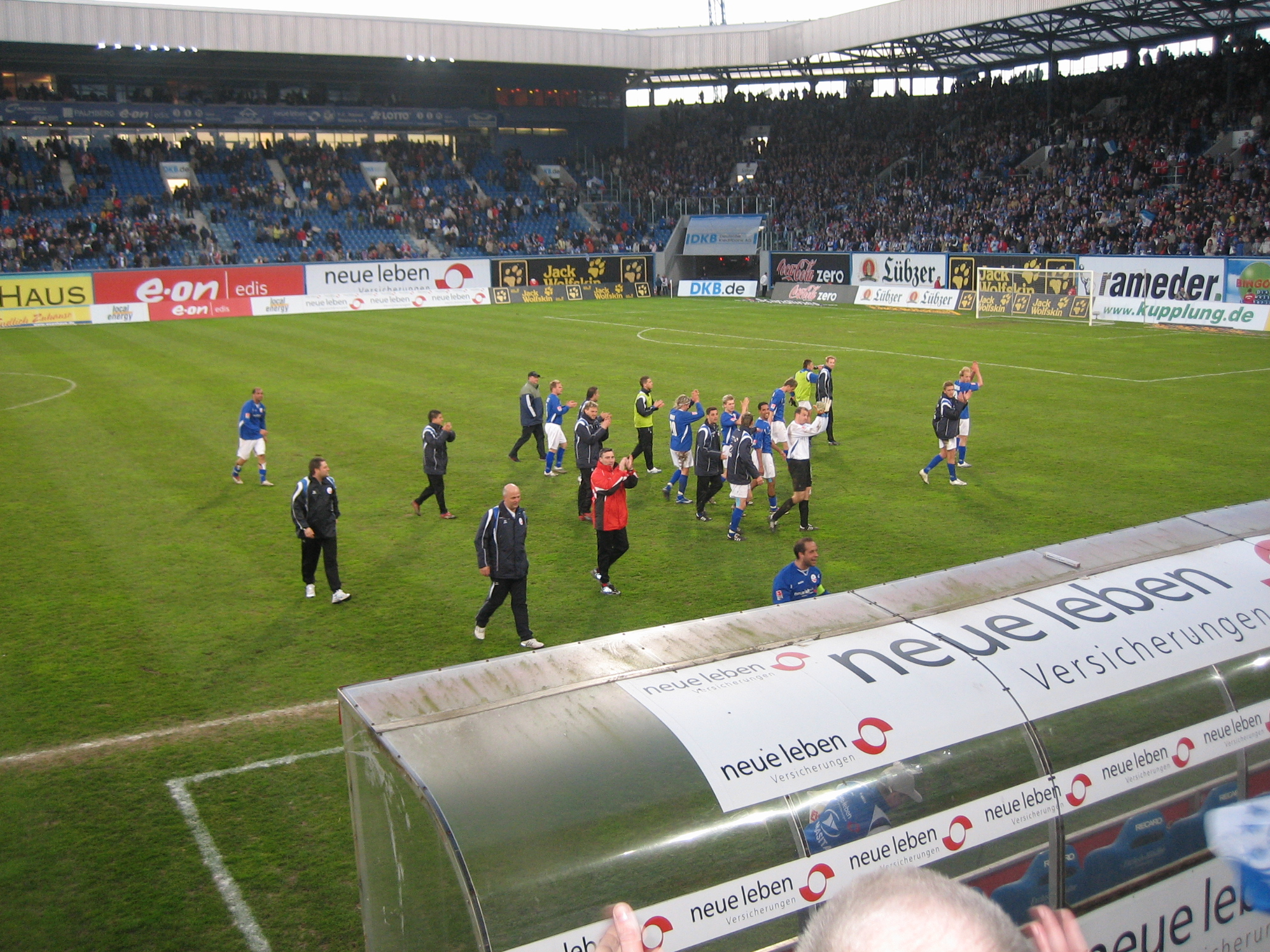
Drużyna Hansa na stadionie (2007)
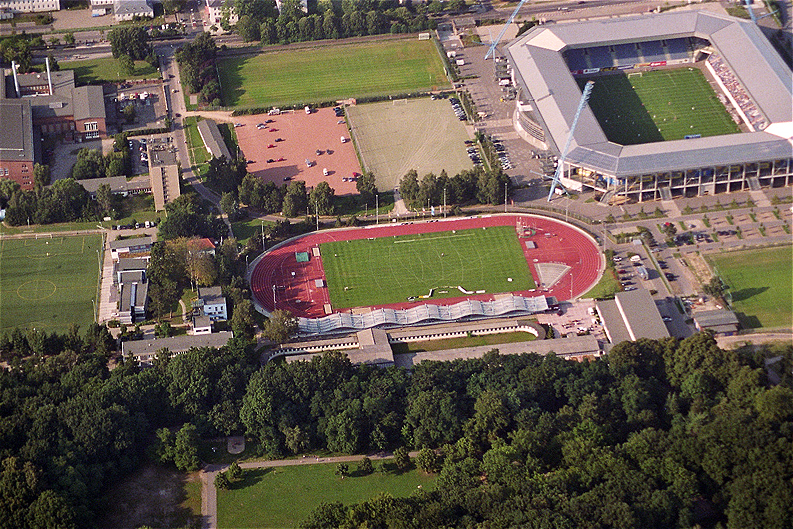
Widok z lotu ptaka na stadion lekkoatletyczny i DKB-Arena
Dawne logo